# Joe Janiak
Joseph Janiak, mest känd som Joe Janiak, är en brittisk musiker och musikproducent med bas i Los Angeles, USA. Han är mest känd för att ha skrivit låtar till Ellie Goulding, Tove Lo, Snakehips, Britney Spears, Take That, Adam Lambert och Avicii.